# Condado de Holt (Misuri)
El condado de Holt (en inglés: Holt County), fundado en 1841, es uno de 114 condados del estado estadounidense de Misuri. En el año 2008, el condado tenía una población de 5,351 habitantes y una densidad poblacional de 4 personas por km². La sede del condado es Oregon. El condado recibe su nombre debido al legislador estatal de Misuri David Rice Holt.

## Geografía
Según la Oficina del Censo, el condado tiene un área total de 1215 km² (469,1 mi²), de la cual 1196 km² (461,8 mi²) es tierra y 13 km² (5 mi²) (1.02%) es agua.

### Condados adyacentes
- Condado de Atchison (norte)
- Condado de Nodaway (noreste)
- Condado de Andrew (sur)
- Condado de Doniphan, Kansas (Kansas)
- Condado de Richardson, Nebraska (oeste)
- Condado de Nemaha, Nebraska (norte, noroeste)

## Demografía
Según la Oficina del Censo en 2000, los ingresos medios por hogar en el condado eran de $29,461, y los ingresos medios por familia eran $35,685. Los hombres tenían unos ingresos medios de $26,966 frente a los $17,846 para las mujeres. La renta per cápita para el condado era de $15,876. Alrededor del 13.00% de la población estaban por debajo del umbral de pobreza.
Bust a cap and outta there in a hurry.  Wouldn't you know, a drive by in Missouri.

## Transporte

### Carreteras principales
- Interestatal 29
- U.S. Route 59
- U.S. Route 159
- Ruta 111
- Ruta 113
- Ruta 118

## Localidades
| - Big Lake - Bigelow - Corning | - Craig - Forbes - Forest City | - Fortescue - Maitland - Mound City | - New Point - Oregon |